# Vicente Dávila Larraín
Vicente Dávila Larraín; (Santiago, 21 de septiembre de 1846 - 28 de noviembre de 1896). Abogado y político del Partido Liberal. Hijo de Juan Domingo Dávila Silva y María Coleta Larraín Landa. Contrajo matrimonio en 1894 con Carmela Ossa Ossa, viuda de su hermano Juan Domingo.

## Educación y vida profesional
Estudió en el Instituto Nacional, en cuya sección universitaria estudió Leyes para titularse de abogado de la Universidad de Chile en 1868, con una tesis titulada "Principios del Derecho Criminal".
En 1869 fue nombrado Director de la Exposición Internacional de Santiago. En 1871 organizó la Escuela Agrícola de Santiago. Director del Banco Nacional Hipotecario y presidente de la Sociedad de Fomento de Razas Caballares.

## Carrera política
Militante del Partido Liberal, llegando a la mesa directiva en 1891. Elegido Diputado representante de Angol y Traiguén (1876-1879), formando parte de la comisión permanente de Constitución, Legislación y Justicia. Fue nombrado Intendente General del Ejército (1879-1882), implicándose en el aprovisionamiento y gestión económica durante la Guerra del Pacífico.
Nuevamente Diputado, esta vez electo por San Carlos (1882-1885), siendo parte de la comisión permanente de Guerra y Marina. Reelegido Diputado cambiando nuevamente de distrito. En esta oportunidad fue elegido por Coelemu y Talcahuano (1885-1888), siendo nombrado además Presidente de la Cámara de Diputados (1887-1888).
Ocupó el cargo de Ministro de Industria y Obras Públicas (1888 y 1892-1894). Subrogó al Ministro de Guerra y Marina (1892-1893).
Ingresó al Partido Liberal Democrático, asumiendo del lado de la Armada y los congresistas, en la Revolución de 1891 contra el Presidente José Manuel Balmaceda, firmando el acta de deposición.

## Membresías
Fue miembro de la Primera Compañía de Bomberos de Santiago (1865), llegando a ser Superintendente (1891). Administrador del Hospital San Vicente de Paul (1889-1896).
Bibliografía
Ramón Folch, Armando de (1999). "Biografías de Chilenos: Miembros de los Poderes Ejecutivos, Legislativo y Judicial". Tomo II (2.ª edición). Santiago, Chile: Ediciones Universidad Católica de Chile.
Valencia Aravia, Luis (1986). "Anales de la República: registros de los ciudadanos que han integrado los Poderes Ejecutivo y Legislativo" (2.ª edición). Santiago, Chile: Editorial Andrés Bello.
Urzúa Valenzuela, Germán (1992). "Historia Política de Chile y su Evolución Electoral desde 1810 a 1992" (3.ª edición). Santiago, Chile: Editorial Jurídica de Chile.